# Tamopsis trionix
Tamopsis trionix là một loài nhện trong họ Hersiliidae. T. trionix được miêu tả năm 1987 bởi Martin Baehr & Barbara Baehr.